# Pogona henrylawsoni
Pogona henrylawsoni  (лат.) — вид ящериц семейства агамовые. Видовое латинское название дано в честь австралийского писателя Генри Лоусона (1867—1922).

## Описание
Общая длина достигает 28 см, длина тела — 15 см. Наблюдается половой диморфизм — самки немного крупнее самцов. Эта ящерица имеет более бледную окраску по сравнению с другими представителями рода, у которых преобладает жёлтый цвет с зеленоватым оттенком. Шея и передняя часть туловища покрыты маленькими шипиками. Особенностью вида является отсутствие «бороды».

## Образ жизни
Любит песчаные равнины и поросшие кустарником холмы. Прячется в собственных норах. Питается насекомыми и беспозвоночными.

## Размножение
Яйцекладущая ящерица. Самка откладывает до 20 яиц. Через 2 месяца появляются молодые ящерицы. Продолжительность жизни в неволе 15 лет.

## Распространение
Эндемик Австралии. Живёт в центральной части континента и по окраинам Северной территории.